# RKSV TOB
RKSV TOB (Trouw Ons Beginsel) is een Nederlandse omnisportvereniging uit Tuindorp Oostzaan, Amsterdam. De vereniging is in 1947 opgericht. Tot 1956 stonden de letters TOB voor Tuindorp Oostzaansche Boys.
De club was tussen 1947 en 2013 gevestigd op Sportpark Melkweg, maar de afdeling voetbal en biljart is in februari 2013 verhuisd naar Sportpark Oostzanerwerf. De afdeling tennis speelt op Sportpark Melkweg. Op dit sportpark speelt ook de fusieclub VTC (Vriendschap-TOB-Combinatie) handbal. Hierin is de afdeling handbal van TOB opgegaan.

## Voetbal
De vereniging kent zowel veldvoetbal als futsal. Bij futsal is TOB vanaf het seizoen 2024/2025 de grootste van Nederland. Bij de jeugd is een grote groei geweest na de verhuizing naar Sportpark Oostzanerwerf. Vanaf 1967 speelt het eerste team (zondag) in de competitie van de KNVB na de promotie vanuit de Amsterdamse Voetbalbond (AVB). Na het seizoen 2008/2009 is besloten om te stoppen met zondagvoetbal en speelt TOB alleen op zaterdag.

### Competitieresultaten zaterdag 1997–2015
| 5 5B |

|  |

|  |

| 1 5C |

| 4 4B |

| 12 3B |

| 2 4F |

| 1 4B |

| 9 3B |

| 12 3B |

| 1 4B |

| 9 3A |

| 4 3A |

| 4 3B |

| 7 2A |

| 14 2A |

| 12 3B |

| 7 4B |

| 9 4D |

| 3 4C |

| 3 4B |

| 5 4C |

| 7 4B |

| 4 4B |

| 7 4E |

| 6 4B |

| 1 4C |

| 11 3B |

| 10 4A |

| Tweede klasse | Derde klasse  |
| Vierde klasse | Vijfde klasse |

2021: competitie na vier competitiewedstrijden gestaakt wegens COVID-19

### Competitieresultaten zondag 1968–2009
| 10 4D |

| 6 4D |

| 2 4D |

| 3 4D |

| 1 4E |

| 7 3C |

| 5 3B |

| 5 3C |

| 5 3B |

| 4 3B |

| 7 3C |

| 4 3C |

| 12 3C |

| 2 4E |

| 5 4E |

| 3 4D |

| 2 4D |

| 2 4D |

| 2 4D |

| 9 4D |

| 5 4E |

| 2 4E |

| 3 4E |

| 3 4E |

| 1 4E |

| 6 3C |

| 9 3C |

| 12 3C |

| 5 4E |

| 3 4E |

| 6 3C |

| 8 3C |

| 5 3C |

| 6 3C |

| 7 3B |

| 11 3B |

| 7 4F |

| 11 3C |

| 10 4E |

| 7 4E |

| 8 4E |

| 6 4E |

| Derde klasse | Vierde klasse |

In elke staaf van de grafiek staat van boven naar beneden vermeld: 
- Eindnotering

Dit is de positie die de club heeft bereikt in de competitie, zonder eventuele beslissings-, play-off- of nacompetitiewedstrijden die nodig zijn geweest om bijvoorbeeld de kampioen van de competitie te bepalen.
Indien een * achter het getal staat is de notering een tussenstand en kan het zijn dat de notering niet overeenkomt met de uiteindelijke eindstand van de competitie.
Staat er een - dan is het seizoen nog bezig en is er geen definitieve uitslag bekend.
Staat er xx op de positie van de notering, dan heeft de club vroegtijdig de competitie verlaten. Dit kan onder andere komen door terugtrekking van het team, faillissement van de club of door een uitgedeelde straf van de KNVB. In veel gevallen staat elders in het artikel de reden vermeld.
Staat er een ? dan is het resultaat uit het verleden onbekend, en is alleen de competitie of het niveau bekend van dat seizoen.
In de seizoenen 2019/20 en 2020/21 werd wegens de coronacrisis het amateurvoetbal afgebroken. Daardoor kennen deze staven geen eindklassering (middels -- weergegeven).
- Competitieniveau en afdelingsletter of Officiële eindstand Eredivisie
  - Competitieniveau en afdelingsletter

Hierbij geeft het getal het niveau weer, dat ook terug te vinden is in de legenda. De letter is de afdelingsaanduiding en wordt gebruikt wanneer er meer afdelingen zijn op hetzelfde niveau. De afdelingsletter is altijd een hoofdletter en wordt meestal zonder nummer gebruikt.
Voorbeeld: 2F is niveau 2e klasse competitie F.
Het competitieniveau en nummer wordt niet vermeld wanneer er slechts één competitie van dit niveau was.
  - Officiële eindstand Eredivisie (getal staat tussen haakjes vermeld)

Sinds de introductie van play-offwedstrijden voor Europees voetbal na afloop van de reguliere competitie in 2005/06, is de KNVB verplicht een eindstand van de Eredivisie door te geven aan de UEFA aan de hand van deze play-offwedstrijden.
Bij deze eindstand staan clubs die zich hebben gekwalificeerd voor Europees voetbal hoger dan clubs die zich niet wisten te kwalificeren. Indien er geen verschil was tussen de eindnotering en de officiële eindstand, staat dit getal niet vermeld.

- Onderafdeling

Hier staat afgekort de naam van de onderafdeling indien de club in dat jaar in een onderafdeling uitkwam. Tevens staat deze afkorting in de legenda en wordt gelinkt naar het artikel over deze onderafdeling. Deze afkorting wordt alleen vermeld wanneer de club in het verleden in verschillende onderafdelingen heeft gespeeld. Deze vermelding is in de staaf altijd in kleine letters. Deze onderafdelingen zijn na het seizoen 1995/96 afgeschaft. Heeft de club in slechts één onderafdeling gespeeld, dan is dit alleen terug te vinden in de legenda.
Onder de staaf staat het jaartal vermeld waarin het seizoen is afgesloten. 15 verwijst naar het seizoen 2014/15 of eventueel het seizoen 1914/15.
Wanneer een staaf leeg is, zijn deze gegevens niet bekend. Het kan ook zijn dat de club dat seizoen niet heeft meegespeeld op het hogere amateurniveau, vroegtijdig de competitie heeft verlaten of uit de competitie is gezet.

In het seizoen 1944/45 was er wegens de Tweede Wereldoorlog geen regulier competitievoetbal.

## Watersnood
In de nacht van 13 op 14 januari 1960 begeeft een dijk het en Tuindorp Oostzaan loopt onder water. Het gehele TOB-complex komt ook onder water te staan. Circa 10.000 inwoners zijn zwaar gedupeerd.  TOB betekent deze periode Tot Opbouwen Bereid. Het improvisatietalent blijkt groot bij de blauw-witten en iedereen helpt iedereen. Uit het hele land komen positieve en opbeurende reacties om TOB er weer bovenop te helpen. De Meteoor en NDSM bieden aan om op hun terrein enige weken te gaan voetballen. De competitie 1959-1960 verloopt hopeloos, maar hoop geven de laatste 4 wedstrijden, die worden allemaal aan de Melkweg gespeeld. TOB leed geen nederlaag meer en handhaafde zich in de eerste klasse AVB. In de zomer van 1960 wordt er op de Melkweg druk gewerkt om het clubgebouw weer zo veel mogelijk in de oorspronkelijke staat te brengen.

## Overige sporten
Naast voetbal worden er ook nog andere sporten door TOB beoefend. Deze sporten zijn: biljart, handbal en tennis.

## Profvoetballers die bij TOB speelden
- Erwin Cramer
- Geoffrey Castillion
- Raymond Fafiani
- Marcel Peeper
- André Sitek[5]
- Yanic Wildschut